# Relaciones España-Eslovenia
Las relaciones Eslovenia-España son las relaciones entre la República de Eslovenia y el Reino de España. Estados miembros de la Unión Europea (UE), ambos forman parte del espacio Schengen y de la eurozona. Son también miembros de la Organización del Tratado del Atlántico Norte (OTAN).

## Relaciones diplomáticas
Las relaciones entre España y Eslovenia son buenas. Ambos países comparten intereses y objetivos en su vocación multilateralista, en los asuntos mediterráneos en materia de ampliación potencial de la Unión Europea a los Balcanes Occidentales y en la necesidad de incrementar los esfuerzos para reanudar el diálogo con Rusia sobre la guerra en Ucrania.
Los esfuerzos de la Embajada de España en Liubliana se centran en intensificar y diversificar las relaciones. Para ello, fue de gran ayuda la Presidencia española del Consejo de la Unión Europea durante el primer semestre de 2010, y especialmente la visita del ministro de Asuntos Exteriores y de Cooperación, José Manuel García-Margallo, a Eslovenia, el 10 y 11 de marzo de 2014, la de más alto nivel desde 2003 y, por lo tanto, desde la adhesión del país a la UE en 2004, que ha supuesto una revitalización de las relaciones bilaterales, incluyendo el ámbito económico y comercial. La visita tuvo 3 vertientes: multilateral, con la participación en el III Seminario Regional de la Iniciativa hispano-marroquí de Mediación en el Mediterráneo; bilateral: el ministro fue recibido por las más altas autoridades del Estado, incluidos la primera ministra, Alenka Bratušek, el presidente de la Asamblea Nacional, Janko Veber, el ministro de Asuntos Exteriores, Karl Erjavec y el de Economía, Metod Dragonija; y económico, con un Encuentro empresarial hispano-esloveno presidido por el MAE García-Margallo y el ministro de Economía esloveno respectivamente, al que asistieron representantes de 7 empresas españolas y 32 eslovenas.
El 8 y 9 de junio de 2015, Karl Erjavec, vice primer ministro y ministro de Asuntos Exteriores de Eslovenia, visitó oficialmente España donde se reunió con el ministro de Asuntos Exteriores y de Cooperación Sr. García-Margallo, con la Vicepresidenta del Gobierno, Sra. Sáenz de Santamaría y con el presidente del Senado, Sr. García Escudero. El ministro Erjavec aprovechó su visita para inaugurar el nuevo consulado honorario esloveno en Sevilla.
Se han institucionalizado, desde la reunión en Madrid del Secretario de Estado para la UE, Íñigo Méndez de Vigo, con su homólogo esloveno, Igor Senčar, en octubre de 2012, las consultas bilaterales semestrales a nivel de DG.

## Relaciones económicas
En el año 2014 las exportaciones españolas a Eslovenia ascendieron a 558 millones de euros (datos revisados en diciembre de 2015). El país representa el 54.º cliente de España.
En el período enero-octubre de 2015, las exportaciones españolas a Eslovenia han alcanzado un valor de 394 millones de €, lo que supone una caída del 4% con respecto al mismo período de 2014. Sin embargo, se han producido notables variaciones en los principales epígrafes.
La relación con los automóviles, sector líder de las exportaciones españolas a Eslovenia, alcanza los 131 millones de €, un tercio del total, y se mantiene en un valor similar con respecto al año anterior.

## Cooperación
Desde 2006 España ha contribuido al Fondo Internacional Fiduciario para la Acción contra las Minas (ITF). En 2011 aportó 70.000 € que se destinaron íntegramente a proyectos de limpieza de restos de explosivos de guerra en Líbano. En noviembre de 2015, España envío a Eslovenia diverso material humanitario para acoger al gran número de refugiados llegados a su territorio.

## Misiones diplomáticas
- Eslovenia tiene una embajada en Madrid[4] y tres consulados en Barcelona, San Sebastián y Sevilla.[5]
- España tiene una embajada en Liubliana.[6]